# Bobbys krig
Pour plus de détails, voir Fiche technique et Distribution.
Bobbys krig est un film norvégien réalisé par Arnljot Berg, sorti en 1974.

## Synopsis
Durant la Seconde Guerre mondiale, Bobby essaie de s'occuper de son fils à Oslo tout en combattant son addiction à l'alcool, aux femmes et aux arnaques. Il se lie d'amitié avec un soldat allemand qui lui apprend l'escrime.

## Fiche technique
- Titre : Bobbys krig
- Réalisation : Arnljot Berg
- Scénario : Arnljot Berg
- Musique : Egil Monn-Iversen
- Photographie : Knut Gløersen
- Montage : Bente Kaas
- Production : Hans Lindgren et Harald Ohrvik (responsables de production)
- Société de production : Norsk Film
- Pays :  Norvège
- Genre : Drame
- Durée : 89 minutes
- Dates de sortie : 
  -  Norvège : 21 février 1974 (Oslo)

## Distribution
- Erik Andersson : Bobby Lund
- Roy Bjørnstad : Robert Lund
- Eilif Armand : Tusseladden
- Carsten Byhring : Hirdmann
- Bente Børsum : Mme. Lund
- Detlev Eckstein : Werner
- Per Theodor Haugen : Lund
- Arne Lie : Fredrik
- Katja Medbøe : Ruth
- Ole-Jørgen Nilsen : Klaus
- Rolf Sand : Bonde
- Eva von Hanno : Mlle. Simonsen
- Inger Lise Westby : Mme. Reiersen

## Distinctions
Le film a été présenté en sélection officielle en compétition à la Berlinale 1974,.